# どんな未来にも愛はある/Touch
「どんな未来にも愛はある/Touch」（どんなみらいにもあいはある/タッチ）は、flumpoolのメジャー6枚目のシングル。両曲ともにタイアップが付いている。

## 解説
- 初回生産分には特典DVD「大山田源次郎の桜丘動画劇場 -2011 文月-」が同梱された。
- 自身初のTOP3入りを逃したが、引き続き初動売り上げは3万枚以上を売り上げた。

## 収録曲

### CD
1. どんな未来にも愛はある
作詞：山村隆太、作曲：阪井一生、編曲：玉井健二、百田留衣
  - DeNA『Mobage』CMソング

山村隆太自身がCMに出演している。ソロとしての活動は初めて。
2. Touch
作詞：山村隆太、作曲：阪井一生、編曲：玉井健二、百田留衣
  - シャープ『au（KDDI・OCT） AQUOS PHONE IS11SH』CMソング
3. two of us（Live at Kanagawa Kenmin Hall）
4. 君のための100のもしも（Live at Kanagawa Kenmin Hall）
5. 君に届け (flumpoolの曲)（Live at Kanagawa Kenmin Hall）
6. どんな未来にも愛はある (Instrumental)
7. Touch (Instrumental)

### 初回生産分同梱DVD
- 阪井一生扮する大山田源次郎が内容紹介をする動画集。

1. LIVE from Split Tour 2011 at Zepp Tokyo　からのダイジェストライブ映像
2. 「Fantasia of Life Stripe　〜僕達はここにいる〜」ツアードキュメント映像
3. 「Fantasia of Life Stripe」の1回限りのテレビSPOT映像
4. 「Song with Mobage」TV-CM（30sec Ver.）×5Type」